# Dub (berg i Tjeckien, Liberec)
Dub är ett berg i Tjeckien.   Det ligger i regionen Liberec, i den norra delen av landet, 60 km norr om huvudstaden Prag. Toppen på Dub är 458 meter över havet, eller 174 meter över den omgivande terrängen. Bredden vid basen är 14,2 km.
Terrängen runt Dub är huvudsakligen platt.Runt Dub är det ganska tätbefolkat, med 62 invånare per kvadratkilometer. Närmaste större samhälle är Česká Lípa, 10,9 km nordväst om Dub. I omgivningarna runt Dub växer i huvudsak blandskog.